# Lubino (Polska)
Lubino – osada w Polsce położona w województwie zachodniopomorskim, w powiecie koszalińskim, w gminie Bobolice. Miejscowość wchodzi w skład sołectwa Łozice.
W latach 1975–1998 miejscowość położona była w województwie koszalińskim.